# Daisuke Hosokawa
Daisuke Hosokawa (n. Japón, 18 de abril de 1982) es un nadador japonés retirado especializado en pruebas de estilo libre, donde consiguió ser subcampeón mundial en 2007 en los 4 × 100 m estilos.

## Carrera deportiva
En el Campeonato Mundial de Natación de 2007 celebrado en Melbourne ganó la medalla de plata en los relevos de 4 × 100 m estilos, con un tiempo de 3:35,16, tras Australia (oro con 3:34,93) y por delante de Rusia (bronce con 3:35,51).